# Spațiu metric
În matematică, prin spațiu metric se înțelege orice mulțime X pe care este definită o funcție {\displaystyle d:X\times X\to [0,\infty )} ce satisface proprietățile:
- {\displaystyle d(x,y)=0} dacă și numai dacă {\displaystyle x=y} (d este pozitiv definită)
- {\displaystyle d(x,y)=d(y,x)\,,\ \forall x,y\in X} (d este simetrică)
- {\displaystyle d(x,z)\leq d(x,y)+d(y,z)\,,\ \forall x,y,z\in X} (inegalitatea triunghiului)

Orice funcție d cu proprietățile de mai sus se numește funcție distanță sau metrică.

## Exemple importante
- mulțimile numerelor naturale, întregi, raționale, reale, complexe, împreună cu funcția distanță definită ca {\displaystyle d(x,y)=|x-y|}
- orice spațiu vectorial normat, cu distanța indusă de normă: {\displaystyle d(x,y)=\|x-y\|}
  - în particular, spațiul {\displaystyle \mathbb {R} ^{n}} cu distanța euclidiană {\displaystyle d(x,y)={\sqrt {(x_{1}-y_{1})^{2}+(x_{2}-y_{2})^{2}+\ldots +(x_{n}-y_{n})^{2}}}},

unde {\displaystyle x=(x_{1},x_{2},\ldots ,x_{n})}.

## Bile
Prin bila deschisă de centru {\displaystyle x\in X} și de rază {\displaystyle r\in (0,\infty )}, notată {\displaystyle B(x,r)}, se înțelege mulțimea punctelor a căror distanță până la x este strict mai mică decât r: {\displaystyle B(x,r)=\{y\in X|d(x,y)<r\}}. Bila închisă de centru x și rază r, notată {\displaystyle {\tilde {B}}(x,r)} sau, uneori, {\displaystyle {\overline {B}}(x,r)}, este {\displaystyle {\tilde {B}}(x,r)=\{y\in X|d(x,y)\leq r\}}.
De notat că, în raport cu topologia indusă de metrică (vezi secțiunea următoare), orice bilă deschisă este o mulțime deschisă și orice bilă închisă este o mulțime închisă. În orice spațiu metric are loc {\displaystyle {\tilde {B}}(x,r)\subseteq {\overline {B}}(x,r)}, unde {\displaystyle {\overline {M}}} desemnează închiderea topologică a mulțimii M. În spațiile normate finit-dimensionale, de exemplu în {\displaystyle \mathbb {R} }, {\displaystyle \mathbb {R} ^{n}}, {\displaystyle \mathbb {C} } și {\displaystyle \mathbb {C} ^{n}}, are loc egalitatea {\displaystyle {\tilde {B}}(x,r)={\overline {B}}(x,r)}.

## Topologia indusă de metrică
Orice metrică induce o topologie pe mulțimea de puncte. Astfel, orice spațiu metric este și spațiu topologic. Topologia indusă de metrică este definită astfel (oricare din cele două variante sunt echivalente):
- O submulțime {\displaystyle A\subseteq X} a spațiului este deschisă dacă pentru orice punct al ei există o bilă centrată în acel punct și de rază nenulă inclusă în A ({\displaystyle \forall x\in A,\exists r>0\,:\ B(x,r)\subseteq A})
- O submulțime {\displaystyle V\subseteq X} este vecinătate a punctului {\displaystyle x\in X} dacă V include cel puțin o bilă de rază nenulă centrată în x:{\displaystyle \exists r>0\,:\ B(x,r)\subseteq V}

## Echivalența metricilor
Pe o aceeași mulțime se pot defini mai multe funcții distanță, rezultând structuri de spațiu metric distincte pe aceeași mulțime de bază. Două funcții distanță, {\displaystyle d_{1}} și {\displaystyle d_{2}} definite pe aceeași mulțime {\displaystyle X} se numesc:
- echivalente topologic dacă induc aceeași topologie pe {\displaystyle X}, adică dacă orice vecinătate în raport cu {\displaystyle d_{1}} este vecinătate și în raport cu {\displaystyle d_{2}}
- echivalente Lipschitz dacă există două constante reale pozitive {\displaystyle a,b\in (0,\infty )} astfel încât {\displaystyle \forall x,y\in X\,,\ a\cdot d_{1}(x,y)\leq d_{2}(x,y)\leq b\cdot d_{1}(x,y)}

Două metrici Lipschitz-echivalente sunt întotdeauna echivalente topologic; reciproca nu este însă adevărată totdeauna.

## Spații metrice complete
Un spațiu metric se numește complet dacă orice șir Cauchy este convergent. 
De exemplu, mulțimea numerelor raționale nu este spațiu metric complet deoarece șirul {\displaystyle x_{n}=\left(1+{\frac {1}{n}}\right)^{n}} este fundamental fără a fi convergent (același șir, în mulțimea numerelor reale este convergent și are ca limită numărul e. În schimb, mulțimea numerelor reale este spațiu metric complet.

## Alte exemple
1. Fie {\displaystyle (G,+)} un grup comutativ și {\displaystyle p:G\rightarrow \mathbb {R} _{+}} o funcție ce satisface proprietățile:
1. {\displaystyle p(x)=0\;\Leftrightarrow \;x=0;}
2. {\displaystyle p(-x)=p(x),\;\forall x\in G;}
3. {\displaystyle p(x+y)\leq p(x)+p(y),\;\forall x,y\in G.}

Atunci aplicația {\displaystyle d:G\times G\rightarrow \mathbb {R} ,\;d(x,y)=p(x-y),\;\forall x,y\in G} este o metrică pe G.
2. Următoarele aplicații sunt distanțe pe {\displaystyle \mathbb {N} :}
1. {\displaystyle d:\mathbb {N} \times \mathbb {N} \rightarrow \mathbb {R} _{+},\;d(m,n)=|m-n|,\;\forall m,n\in \mathbb {N} .}
2. {\displaystyle d:\mathbb {N} ^{*}\times \mathbb {N} ^{*}\rightarrow \mathbb {R} _{+},\;d(m,n)=\left|{\frac {1}{m}}-{\frac {1}{n}}\right|,\;\forall m,n\in \mathbb {N} ^{*}.}
3. {\displaystyle d:\mathbb {N} \times \mathbb {N} \rightarrow \mathbb {R} _{+},\;d(m,n)=\left|{\frac {m}{1+m}}-{\frac {n}{1+n}}\right|,\;\forall m,n\in \mathbb {N} .}